# CFR Gevaro
CFR Gevaro - Societatea de exploatare a vagoanelor de dormit, cușetă, restaurante și bar este o companie de transport deținută de Statul Român.
În total, vagoanele CFR Gevaro circulă pe 15 rute interne, cărora li se adaugă cele internaționale.
Societatea dispune de 209 vagoane, dintre care 20 sunt vagoane-restaurant și bar-bistro, iar restul – de dormit și cușetă.
Ele sunt atașate cu precădere la trenuri InterRegio și internaționale.
Cea mai mare pondere a veniturilor societății este realizată pe seama vagoanelor de dormit și cușetă, activitatea de restaurant necontribuind cu mai mult de 3% din total.
Media zilnică a celor care călătoresc cu Gevaro este de 1.800-2.000 de călători.
Cifra de afaceri:
- 2007: 70 milioane lei (20,4 milioane euro)[1]
- 2005: 46 milioane lei[2]
- 2004: 40 milioane lei[2]